# Samuel Hebich
Samuel Hebich (* 29. April 1803 in Nellingen bei Ulm; † 21. Mai 1868 in Stuttgart) war ein württembergischer evangelischer Missionar im südwestlichen Indien.

## Leben

### Jugend und Kaufmannstätigkeit
Samuel Hebich wurde als jüngster Sohn des rationalistischen Pfarrers Friedrich Karl Hebich (1748–1827) in einem kinderreichen Pfarrhaus geboren. Sein Vater vermittelte ihm das elementare Wissen und unterrichtete ihn auch in Latein und Französisch. Aufgrund des schon gesetzteren Alters des Vaters fiel die Erziehung Samuel Hebichs eher locker aus; dieser genoss in seiner Jugend viele Freiheiten und war wohl viel allein. Nach Abschluss seiner schulischen Ausbildung wurde Samuel Hebich 1817 in Lübeck konfirmiert. Auf Wunsch eines älteren Bruders, eines Konditors, dessen Frau verstorben war, blieb er bei ihm in der Stadt und arbeitete zunächst in dessen Geschäft. Bevor Samuel Hebich bei seinem Bruder ankam, hatte dieser erneut geheiratet, so dass nicht mehr vorgesehen war, dass Samuel Hebich ihm als Gesellschafter und Dienstbote zur Verfügung stand. Sein Bruder ließ ihm Privatunterricht erteilen. Den Altersunterschied erlebte Samuel Hebich als belastend, weshalb er einen Freund suchte. 
1820 bis 1824 war er bei der Weinhandlung von Jacob Ludwig Bruhns in der Lehre.
Noch in Lübeck lernte er in einer Phase innerer Kämpfe, in der er sich seiner Sündhaftigkeit und Verdammungswürdigkeit vor Gott bewusst wurde, den reformierten Pfarrer Johannes Geibel, den Vater des Dichters Emanuel Geibel, kennen, der seine geistlichen Interessen förderte. 
Samuel Hebichs geistliches Ringen bereitete seinem Bruder Sorgen. In diesem Zusammenhang schickte ihn sein Bruder am 13. Januar 1821 auf einen Spaziergang zu einem Volksfest. Statt zu dem Fest ging Samuel Hebich an einen ruhigen Ort, an dem er, wie er beschrieb, seine Erweckung erlebte. Den Freund, den er suchte, so schrieb er, fand er in Gott; er fühlte sich von jetzt an als Christ, indem er sich der Erlösung in Christus bewusst wurde. Danach wandte er sich dem Gebet und dem Bibellesen zu. Erst später kam er in Kontakt mit Personen, die ähnliche Erlebnisse gehabt haben und trat dem Lübecker Missionsverein bei. 
Ab 1823 begann er darüber nachzudenken, selbst Missionar zu werden, Geibel riet ihm aber, zu warten, bis er diesem Wunsch nicht mehr widerstehen könne. Durch seine Arbeit als Kaufmann bereiste Hebich Schweden, Finnland und Russland. 
Als Hebich sich verliebte, meinte er, dass ihn dies von der Konzentration auf Gott ablenke. Wenig später wollte seine Arbeitgeberin ihn mit ihrer Tochter verheiraten, woraufhin er kündigte; eine Heirat kam für ihn nicht in Frage.
Im Dienst mehrerer großer Handelsfirmen erreichte er schließlich eine gut bezahlte Stellung in Moskau.
Auf der Rückfahrt von Moskau nach Lübeck wollte er in Sankt Petersburg ein Schiff besteigen. Er wurde aber von der Polizei verhaftet, da sein Pass nicht in Ordnung war. Am nächsten Tag wurde er aus der Haft entlassen; die Anschuldigungen hatten sich als Irrtum herausgestellt. Das Schiff, das er eigentlich besteigen wollte, konnte er nur noch am Horizont sehen. Erst mehrere Tage später sollte das nächste Schiff fahren. In Lübeck angekommen erfuhr Hebich, dass ein aus St. Petersburg kommendes Schiff untergegangen war. Es gab keine Überlebenden. Es handelte sich um das Schiff, das er ursprünglich besteigen wollte. Dieser Vorfall festigte Hebichs Gottvertrauen.
1827 starb sein Vater im Alter von 80 Jahren.
Eine Arbeit als Agent auf einem Gut in Finnland, bei der er nebenher missionarisch tätig war, empfand er als unbefriedigend. Im Dezember 1830 beantragte Hebich deshalb mit einem Brief an Christian Gottlieb Blumhardt die Aufnahme in die Basler Missionsgesellschaft, wobei er auch seine Mittellosigkeit eingestand. Er war einer von wenigen Bewerbern, der von einer Erweckung ohne menschliche Begleitung berichten konnte. Seiner Beschreibung nach ergab sich seine Suche nach Gott aus Einsamkeit.

### Ausbildung zum Missionar
Die Gutsherrin, für die Samuel Hebich arbeitete, schrieb nach einigen Monaten an das Missionsinstitut, sie wolle für die Finanzierung Hebichs aufkommen, da dieser fürchtete, der Hinweis auf seine Mittellosigkeit habe dazu geführt, dass er nicht aufgenommen wurde. 
Am 5. April 1831 verfasste Pfarrer Geibel ein Empfehlungsschreiben für Hebich an die Basler Mission. Diese hatte bereits zahlreiche Kirchen in Europa errichtet und befand sich nun finanziell in der Lage, auch in Indien selbständig zu missionieren. Die Gesellschaft hatte vorher noch keine eigenen Missionspläne verfolgt, verfügte aber bereits über Ausbildungseinrichtungen, in denen schon Personen der Britischen und Niederländischen Missionsgesellschaft ausgebildet worden waren, die bereits evangelistische Arbeit betrieben. Die meisten Auszubildenden gingen in die Church Mission Society und wurden nach Indien entsandt, um an deren Missionsstationen zu arbeiten. Schon 1821 hatte die Basler Mission begonnen, eigene Missionsstationen im westlichen Russland und an der Goldküste in Westafrika einzurichten.
Im Juli 1831 verfasste Hebich selbst noch ein weiteres Schreiben an die Mission.
Am 31. August 1831 wurde er schließlich vom Komitee der Gesellschaft einstimmig zunächst für eine Probezeit von einem Jahr einberufen. So ließ sich Hebich ab Heiligabend 1831, nachdem er seine Stelle aufgegeben hatte, in Basel zum Missionar ausbilden. Er war einer der ältesten Schüler. Das Lernen und die sehr strenge Disziplin fielen ihm schwer. Anfangs war er unfähig, die notwendigen indischen Sprachen und die Sprachen der Bibel zu lernen. Dies führte fast zu seiner Entlassung aus der Basler Mission. Dazu meinte er:

„Gott hat mich hierher gesandt. Ich bin Seinem Befehl gehorsam. Ich werde nicht gehen. Gott hat mir dazu keine Erlaubnis gegeben.“

Er durfte bleiben. Seine Fremdsprachenkenntnisse, auch im Englischen, sollten aber immer auf einem niedrigen Niveau bleiben.
In die Zeit seiner Ausbildung fiel die gewaltsam betriebene Basler Kantonstrennung. Anders als andere Missionsschüler weigerte sich Hebich, den Basler Truppen beizutreten: 

„Um solcher miserabler Händel willen begebe ich mich nicht in Gefahr. Meine Glieder gehören dem Herrn Jesus. Für die Heiden gebe ich alles her, für die Stadt Basel keinen Blutstropfen!“

Es kam zur Besetzung der Stadt durch Schweizer Truppen. Viele Soldaten besuchten dabei auch die Missionsanstalt, weil sie die Exponate aus Übersee betrachten wollten. Hebich betätigte sich dabei als Ausstellungsführer. Dabei wirkte er auch missionarisch erfolgreich auf die Soldaten ein. Seine Arbeit brachte noch mehr Besucher ins Haus und auch bei Ferienreisen betätigte er sich ähnlich. Sein rhetorisches Talent und seine Reife fiel auch seinen Ausbildern angenehm auf. Seine Sprachschwierigkeiten erschienen daneben nicht mehr relevant, man meinte, er würde diese im täglichen Gebrauch verlieren.

### Vakanzreise
1832 unternahm Samuel Hebich gemeinsam mit seinem späteren Kollegen Heinrich Frey eine Vakanzreise, auf der sich beispielhaft seine direkte, mutige Art und seine Begeisterung für die Mission zeigte. Bei den Vakanzreisen sollten die angehenden Missionare verschiedene Gemeinden besuchen und dort predigen. 
Hebich und Frey passierten auf der Reise einen Hügel mit einem Schloss. Hebich wollte das Schloss besuchen, während Frey versuchte, ihn davon abzuhalten. Vor dem Eingang standen zahlreiche Wagen und Pferde. Samuel Hebich sagte den Dienern, er wolle die Aussicht genießen. Er wurde zur Altane geführt. Dort fragte er schließlich, ob er auch den Hausherrn sehen könne. Freys ablehnende Gesten ignorierte er. Der Hausherr kam tatsächlich für einen Moment heraus und wurde von Hebich feierlich begrüßt. Der Schlossherr bot den angehenden Missionaren einige Erfrischungen an. Samuel Hebich nötigte Frey, mit in den Saal zu kommen und setzte sich. Er redete so laut mit seinen Nachbarn, dass schließlich die gesamte Gesellschaft zuhörte. Zuletzt schlug er vor, auch noch etwas zu lesen. Er nahm sein Neues Testament zur Hand und las daraus vor. Dann sagte er in ruhigem Ton: „Jetzt lasset uns auch beten“. Er kniete sich hin. Viele Gäste wichen in den Garten aus. Mit den übrigen betete er inbrünstig. Danach ging Hebich, wobei sich der Schlossherr gerührt bei ihm bedankte. Der Herr des Hauses bekannte sich zu seinem Glauben, und dass er den ganzen Morgen traurig darüber nachgedacht habe, wie er den Tag nutzbringend verbringen könne. Jetzt sei er sehr froh, dass Gott die beiden angehenden Missionare herbeigeführt habe.
Diese Anekdote mag die Schlichtheit des Glaubens zeigen, der Hebich auszeichnete. Dieser stützte sich auf das Gebet und das ernste Bekenntnis in jeder Situation. Dass Hebich auch für einen Missionar ungewöhnlich stark im Gebet verwurzelt war, wird von allen relevanten Quellen bestätigt. Es wird an der beschriebenen Situation auch deutlich, wie sehr sich Hebich zum Missionar berufen fühlte. Dies hieß für ihn, dass er die Menschen auf ihre Sündhaftigkeit und die daraus erlösende Gnade Gottes hinweisen wollte.

### Aussendung
Ursprünglich erlaubte die Ostindienkompanie keine Missionsarbeit durch Nicht-Briten in den ihr unterstehenden Territorien. Durch die Revision der Charta im Jahre 1833 wurde dieses Hindernis aber beseitigt, und nicht-britische Missionsgesellschaften wie die Basler Mission konnten ihre Arbeit auf dem indischen Subkontinent aufnehmen.
So wurde Samuel Hebich am 12. Februar 1834 mit Christian Leonard Greiner und Johann Christoph Lehner, zwei anderen Schülern des Missionshauses, als erster nach Indien entsandt.
Nach einer feierlichen Verabschiedung am 24. März reisten die drei Missionare zunächst nach England ab. Dort sollten sie laut G. N. Thomssen, Hebichs Biograph, mehr über Indien lernen und mit englischen Kollegen diskutieren, welches der beste Ort für die Missionstätigkeit sein würde. Die Wahl fiel auf ein 800 km langes Gebiet zwischen Mumbai und Kochi, nämlich die Provinzen Kanara und Malabar, da es dort noch keine deutschen evangelischen Missionsversuche gegeben hatte. Die Arbeit der drei Missionare sollte sich später auch auf Coorg, das südliche Maratha und Nilagri erstrecken. Hebich war es wohl, der schließlich die Entscheidung für Mangalore als aussichtsreichsten Ort traf. Ferner sollten die Missionare in England im Kontakt mit der Church Mission Society ihre Englischkenntnisse vertiefen.
Am 15. Juli bestiegen sie in Portsmouth das Schiff „Malabar“ mit der Malabarküste als Ziel. Schon auf der Reise versuchte Hebich zu missionieren, indem er Besatzung und Passagieren Predigten hielt.

### Missionstätigkeit in Indien

#### Beginn
Am 13. Oktober 1834 langte Samuel Hebich mit Lehner und Greiner in Kalikut an. Dort wurden sie herzlich von Nelson, einem örtlichen britischen Richter, in Empfang genommen. Er war vermutlich von den Offiziellen in England über die Ankunft der Missionare informiert worden und lud sie zu sich nach Hause ein. Als Nelson erfuhr, dass ihre Mission sie nach Mangalore führen sollte, schrieb er an seinen Freund Findley Anderson, einen Sub-Collector (Unter-Steuereinnehmer) in Mangalore, dass er ihnen alle ihm mögliche Hilfe angedeihen lassen sollte. Während sie auf eine Antwort warteten, blieben sie als Gäste in Nelsons Haus. Er erzählte ihnen vieles über Kanara und seine Einwohner. Als Andersons freundliche Antwort eintraf, machten sich die Missionare in einem Pattemar, einem Boot nach einheimischer Bauart, am 24. Oktober auf den Weg.
Am 30. Oktober erreichten die Missionare schließlich Bokkapattana in Mangalore. Mit Andersons Hilfe, der sie freundlich empfing, erwarben sie in Mangalore für 4900 Rupien ein Haus in der heutigen Mission Street von einem Parsen. Anderson sollte die Mangalore-Mission zwanzig Jahre lang unterstützen. Das Haus wurde zur Basler Missionsstation, der ersten deutschen Missionsstation in Indien. Hier stießen vier weitere Missionare zu ihnen. Die Basler Mission war damit die erste kontinentaleuropäische Gesellschaft neben der Tranqueba-Mission, die ihre Arbeit in Indien aufnahm. Hebich predigte zunächst in Garnisonsorten wie Mangalore und Dharwar in Karnataka, da dort für die Kommunikation mit den Einheimischen seine Englischkenntnisse genügten. Er benutzte dabei eine einfache Sprache und Gleichnisse aus dem Alltagsleben. Dadurch wurde seine Predigt von den Einheimischen als gut verständlich empfunden. Im Laufe der Zeit lernten die drei Missionare nun auch die Landessprachen, darunter Kannada, womit Hebich und Greiner begannen, Konkani, womit Lehner begann, Tulu und Malayalam. Hebich selbst erlernte allerdings nur Kannada und brach sein Sprachstudium schon bald ab. 
Zur Missionsarbeit gehörte auch die Errichtung von Gebetshallen und die Bekehrung britischer und indischer, darunter auch einheimischer Soldaten zum Christentum, wobei die Missionare von britischen Offiziellen der Ostindienkompanie unterstützt wurden. Bei der Art seiner Missionsarbeit machte Hebich als einziger keinen Unterschied zwischen Europäern und Indern und versuchte, beide Gruppen in gemeinsamen Gemeinden zusammenzuführen. Samuel Hebich war außerordentlich erfolgreich bei der Bekehrung junger britischer Offiziere, obwohl sein Charakter bisweilen als tendenziell autokratisch beschrieben wird, was eine Zusammenarbeit mit ihm erschwerte.

#### Bekehrung eines Offiziers
Als Beispiel für eine solche Bekehrung in Mangalore mag folgende Episode gelten:
In der Nähe von Samuel Hebichs Wohnung lebte ein hoher englischer Offizier. Dieser war bekannt dafür, sich über Andere lustig zu machen. Da sie sich öfter begegneten, wurde auch Hebich zum Opfer seines Spotts, allein schon aufgrund seiner schlechten Sprachkenntnisse, die sich auch im Englischen bemerkbar machten. Hebich sagte später, er habe diesen Offizier eines Nachts im Traum gesehen, wobei Jesus zu Hebich gesagt habe: „Geh heute um die Mittagszeit zu diesem Mann und predige ihm das Evangelium.“ 
Wieder erwacht, folgte Hebich am Mittag diesem im Schlaf erhaltenen Auftrag. Er hoffte, von der Türwache aufgehalten zu werden, fand aber beide Soldaten schlafend vor. Als er die Bürotür des Offiziers öffnete, sah er niemanden in dem aufwendig eingerichteten Raum. Schließlich entdeckte er den Offizier vor Angst zitternd unter dem Sofa. Hebich rief ihm in seinem gewohnt schlechten Englisch zu: „Kommen sie raus! Gott will heute mit ihnen reden!“ 
Der Offizier kam unter dem Sofa hervor, anscheinend verwundert, dass ausgerechnet Hebich ihm eine solche Angst eingejagt hatte. Hebich befahl weiter: „Nehmen sie das Buch!“ 
Der Engländer nahm die Bibel aus dem Regal. Es folgte der nächste Befehl: „Schlagen sie die erste Seite auf!“
Der Soldat gehorchte, es folgte: „Lesen sie den ersten Vers!“
Der Offizier las: „Am Anfang schuf Gott Himmel und Erde.“
Der nächste Befehl Hebichs war: „Schließen sie das Buch!“
Dann entfernte sich Hebich wortlos. Diese ungewöhnliche Interaktion wiederholte sich in den folgenden Tagen, wobei der Offizier jeden Tag einen weiteren Vers las. Beim fünften Vers soll der Soldat weinend zusammengebrochen sein und sich bekehrt haben.

#### Mission und Erziehung
Vom 23. Oktober bis zum 21. Dezember 1835 machte Samuel Hebich seine erste Rundreise anlässlich der bevorstehenden Rückkehr des Missionars John Hands nach England. Damit war Hebich der erste Missionar, der eine Missionsreise unternahm. Bei dieser ersten Reise besuchte er in erster Linie andere Missionare, vor allem solche, die der Church Mission Society oder der London Missionary Society angehörten, um die Zusammenarbeit zu stärken und englische Unterstützer zu finden. Logieren konnte er bei Missionaren, Verwaltungsangehörigen oder Militärpersonen. Dabei achtete er vor allem auf den Glauben derer, die ihn beherbergten. So überraschte ihn in Cannanore eine Gruppe europäischer Soldaten mit ihrer Religiosität. Dies wird als seine erste prägende Erfahrung in Indien betrachtet. Der Gedanke, Europäer zu missionieren, war neu für die Basler Mission. In Bangalore stellte der Missionar Campbell Hebich den ersten Katechisten zur Seite, einen Mann namens Malachi. Befreundete Missionare und andere Unterstützer besuchten Hebich auf seiner Reise. Er konnte sich einen Überblick über die Region verschaffen, in der er missionieren wollte. Wie aus dem Reisebericht hervorgeht, fühlte er sich zu dieser Zeit noch unsicher in dem fremden Land. Seine Beziehung zu Briten, die der Erweckungsbewegung anhingen, war eng; die Reise sollte vor allem der Kontaktpflege mit diesen dienen. Die Unterstützung durch hochrangige Briten und andere Missionsgesellschaften war für die Basler Mission sehr wichtig. Spätere Reisen dienten dann der eigentlichen Mission unter Indern, sollten aber ebenfalls die Zusammenarbeit mit anderen Missionaren stärken; außerdem sollten neuer Gebiete erkundet werden.
Im April 1836 beschrieb Hebich in einem Brief seine Vorgehensweise bei Predigten. Er hielt sie an verschiedenen Stellen des Basars. Dabei verteilte er Traktate, die gerne angenommen, manchmal aber auch ohne sein Wissen zerrissen wurden. Nachmittags predigte er dann an einem anderen belebten Platz. Er hielt regelmäßige Basarpredigten. Auch vor seinem Haus predigte er, wobei er sich auf die Treppe setzte, und die Besucher bat, sich zu ihm zu setzen. Dann predigte er Gottes Heilsweg, dass sie Buße tun, sich von ihren Göttern abwenden und an das Evangelium glauben sollten. Danach gab er ihnen, wenn möglich, Bücher, bat die Zuhörer, über die Predigt nachzudenken, die Bücher sorgfältig zu lesen, wiederzukommen, ihm dann Fragen zu stellen und weiter zuzuhören.
Im Dezember 1836 konnten Hebich und Greiner mit der Erziehung von einheimischen Jungen beginnen, womit die eigentliche Missionsarbeit begann. Schon bald hatte er in dem Haus, das die Missionare an der Hauptstraße zum Basar von Mangalore gemietet hatten, eine große Anzahl an Schülern um sich versammelt, die er nicht mehr allein unterrichten konnte, weshalb er zwei einheimische (kanaresische) Lehrer einstellte, die, wie es auch später häufig vorkam, keine Christen waren. Noch 1836 wurde ein Seminar eingerichtet. Die Missionare hofften, Lehrer und Schüler durch den Unterricht zu bekehren. Gepredigt wurde hauptsächlich auf Englisch, auch, um die Europäer zu erreichen.
Als Hebich 1836 von seinem ersten Missionserfolg berichtete, ging es ebenfalls um einen Europäer, einen Arzt. Dieser hatte Hebich bei einem medizinischen Problem geholfen. Als der Arzt selber erkrankte und starb, stand der Missionar ihm bei. Hebichs Hartnäckigkeit führte zur Bekehrung des Arztes. So fragte ihn dieser nach der Existenz der Hölle. Hebich antwortete mit der seiner Meinung nach treffendsten Bibelstelle. Die Folge war zunächst, dass der Arzt Hebich sechs Mal nicht eintreten ließ. Erst als er es das siebte Mal versuchte, durfte Hebich ihn wieder besuchen. Der Missionar bekannte seine eigenen Sünden und brachte den Arzt dadurch dazu, seine eigene Sündhaftigkeit zu erkennen. Es kam noch zu mehreren Gesprächen, Gebeten und Bibelbetrachtungen. Später feierten sie auch gemeinsam das Abendmahl. Der Arzt bekam immer mehr Angst vor der Verdammnis, wobei der Missionar in tröstete. Schließlich rief der Arzt aus, er fühle die Vergebung und den Heiligen Geist, und dass er die Gnade Gottes anerkenne. Wenig später starb er. In Hebichs Bericht symbolisierte die Verstocktheit des Arztes wohl die Widerstände, die sich ihm in Indien entgegenstellten. Europäer zu bekehren war für ihn von großer Bedeutung.

#### Weitere Missionare
Ebenfalls Ende 1836 kamen vier weitere deutsche Missionare der Basler Mission in Indien an: Heinrich Frey, Johannes Layer und Hermann Mögling, der in Tübingen Theologie studiert hatte, aus Württemberg und Heinrich August Lösch aus Sachsen. Die Ausbildung der Neuankömmlinge war gründlicher als die der drei ersten Missionare, was zu Konflikten hinsichtlich der Durchführung der Mission führte, vor allem zwischen Hebich und Mögling. Hebich betrieb aus Möglings Sicht Verschwendung und Luxus, Missionare sollten seiner Meinung nach in Armut leben, um sich den Mittellosen Einheimischen anzupassen. Nach Absprache mit Blumhardt erhielten die neu Angereisten, anders als die ersten drei Missionare, deshalb kein regelmäßiges Gehalt. Hebich war dies nicht bekannt, weshalb er für die neuen Missionare Schafe gekauft und sie mit einem Braten empfangen hatte. Dieser Konflikt zwischen zwei unterschiedlichen Auffassungen von Mission war für die evangelischen Missionsbemühungen typisch – in der Basler Mission war die Frage nach dieser Eskalation über Jahrzehnte hinweg geklärt.
Da Hebich eine Ausbildung als Kaufmann und Buchhalter hatte, war er für die Finanzen und die Abrechnungen zuständig. Seine Kollegen hielt er für unfähig, korrekte Abrechnungen vorzulegen. Er selbst geriet später allerdings selbst wegen seiner Abrechnungen in Konflikt mit der Missionsleitung, weil er große Spenden der europäischen Gemeinde in Indien für bestimmte Projekte dem Willen der Spender entsprechend nicht in die allgemeine Kasse einbrachte, was gegen die Vorgaben verstieß. 
Anfang 1837 reiste Hebich mit Mögling nach Dharwar. Auf dem Weg trennten sie sich, so dass Hebich für einige Tage mit zwei Missionaren der London Missionary Society namens Taylor und Beynon in Belgaum allein war. Er kam zu der Ansicht, dass diese nicht die volle christliche Lehre vertraten und kritisierte ihre Missionsstrategie. Er störte sich an der einfachen und sanften Art, mit der Taylor auf dem Basar religiöse Gespräche führte. Hebich meinte, die Predigt habe mit Autorität zu erfolgen. Die Methode der London Missionary Society hielt er für „menschlich“, die der Basler Mission für „göttlich“.
Die beiden Lehrer ließen sich im Juli 1837 taufen. Hebich unternahm eine siebenmonatige Missionsreise in Richtung Osten, wobei er mit einem Ochsenkarren von Dorf zu Dorf zog. 
Da Hebich Kannada mittlerweile beherrschte, konnte er Katechismen und Lehrbücher in dieser Sprache verfassen. Mit einer spartanischen Lebensweise versuchte er, Christus nachzufolgen. Nachts betete er stundenlang, womit er die Einheimischen beeindruckte. Zur Verbesserung der Lebensverhältnisse in seiner Region gründete er Spinnereien, Ziegelbrennereien und Schulen. 
Um 1837 stellten Christian Leonard Greiner und Johann Christoph Lehner Heiratsanträge, wobei sie Samuel Hebich unterstützte. Er selbst wollte nicht heiraten. Europäische Katechisten, die bei ihm arbeiteten, mussten unterschreiben, dass sie Inderinnen heiraten würden.
1838 kam der Missionar Hermann Gundert nach Mangalore. Trotz des großen charakterlichen Unterschiedes lernten Hebich und Gundert einander sehr schätzen. Hebich mochte Gunderts Bildung, Ruhe, Besonnenheit und Uneigennützigkeit; Gundert schätzte Hebichs Mut und Entschiedenheit sowie seine Verwurzelung im Gebet.
Zu einem weiteren Konflikt mit Mögling kam es, als dieser im Jahre 1839 mit einigen neu angekommenen Missionaren versuchte, genau so einfach zu leben wie die Inder selbst. Dieses Experiment musste abgebrochen werden, da es sich für die Missionare als gesundheitsschädlich erwies. Mögling musste sich bei Hebich und Greiner entschuldigen. Nach Konflikten war man stets bemüht, sich zu versöhnen, was religiös begründet wurde.
1840 nannte Gundert seinen zweiten Sohn Samuel, Hebich zu Ehren, der das Kind auch taufte.
Ziel der Basler Kommission, welche die drei ersten Missionare nach Südwestindien entsandt hatte, war es, Schulen und Institutionen einzurichten, um künftige Katecheten auszubilden. Die Missionserziehung galt als sehr wichtig, mithin wurde, wo immer eine neue Gemeinde gegründet wurde, auf Beschluss der Basler Mission ein Lehrer für elementare christliche Religionslehre eingesetzt. Neben diese elementare Erziehung trat schon ab 1840 das Katechetentraining.

#### Mission und Landwirtschaft
Die Felderfahrung lehrte die Missionare, dass sie den Einheimischen helfen mussten, lukrative Arbeitsplätze zu erhalten, anstatt sie nur auszubilden. Außerdem hatten sie das Gefühl, dass es der beste Weg sei, sich mit den Konvertiten zu verbrüdern, wenn man diese mit produktiver Arbeit beschäftigt hielte. Im September 1840 versteigerte die Regierung von Madras das Gelände in Mangalore, auf dem sich vormals die Regierungsgebäude befanden, die während der Coorg-Rebellion niedergebrannt wurden. H. M. Blair, später Steuereinnehmer von Kanara, erwarb das Land und machte es noch im selben Jahr der Basler Mission, vertreten durch Samuel Hebich, zum Geschenk. Der Missionar versuchte sich im Kaffeeanbau, den er aber aufgab, als dieser sich als nicht ausreichend erfolgreich herausstellte. Die Missionare versuchten ferner, Zucker aus Pflanzensäften zu gewinnen, was sich aufgrund der hohen Brennstoffkosten als zu teuer herausstellte.
Die Missionare dachten als Nächstes an Landwirtschaft, da viele von ihnen aus Bauernfamilien stammten; dementsprechend kaufte die Mission geeignetes Land an und verpachtete es zur Bewirtschaftung. Da nur sehr Wenige daran interessiert waren, dieses Land als ihr eigenes zu bewirtschaften, stellten sich die landwirtschaftlichen Siedlungen als teilweiser Fehlschlag heraus, um dann schließlich im Jahre 1880 aufgegeben zu werden.
1840 wurde Hebich nach Cannanore, einer britischen Militärstation in Kerala, entsandt, wo er bis Ende der 1850er Jahre seinen Lebensmittelpunkt hatte. 
Am 12. Januar 1841 brach er dorthin auf. Die Missionsstation, die er dort errichtete, grenzte unmittelbar an den Paradeplatz und die Kaserne. Es handelte sich mithin um eine einzigartige christliche Gemeinde aus britischen und indischen Soldaten, da Regimenter beider Volksgruppen hier stationiert waren. Hebich predigte beiden Gruppen gemeinsam, was er damit begründete, dass die europäische die indische Gemeinde finanziell und im Gebet unterstützen solle. Die Einheit der beiden Gruppen, nicht nur bei Gottesdienst und Abendmahl, war ihm wichtig. Die Kanaresische Sprache beherrschte Hebich mittlerweile, bei Predigten an Tamilen half ihm sein Dolmetscher Aaron. Gegen eine Versetzung nach Kalikut wehrte er sich. Er predigte voller Überzeugung und ohne Zurückhaltung bei hinduistischen Festen, auf Straßen, Märkten und auf Reisen. Er unterschied sich darin von anderen Missionaren, die sich wesentlich mehr Gedanken um Vorbehalte wie ihre schlechte Sprachkenntnis machten. 

#### Mission und Industrie
Nach dem Fehlschlag im Bereich der landwirtschaftlichen Mission dachten die Missionare an industrielle Einrichtungen als Alternative zur Schaffung lukrativer Arbeitsplätze; dementsprechend richteten die Missionare im Jahre 1841 in Mangalore eine Druckerei mit Buchbinderei ein, was sich als erfolgreich erwies. Zunächst wurde lithographisch gearbeitet, später wurden Drucktypen für die Kannadasprache eingeführt. 
Im Dezember 1844 reiste Hebich mit sieben jungen Christen in den bedeutenden Tempelort Taliparamba im Norden Malabars und predigte dort erfolgreich vor hunderten von Einheimischen. Hebich nutzte mehrfach ein dortiges hinduistisches Pilgerfest (Kottiyoor Vysakha Mahotsavam) für seine Bekehrungspredigten, in denen er die Götterbilder in seiner kompromisslosen Art als tote Gegenstände charakterisierte. Später missionierte er in dem Fischerdorf Tai und in Tschirakal. Als Hilfe wurde ihm der Missionar Gundert nun offiziell zugeteilt. Danach zog er südwärts nach Palghat. 
Er ging regelmäßig zu hinduistischen Festen in Palghat, wo sich ein Bhagavati-Tempel befindet, der allen örtlichen Göttinnen dienen kann, in Payawur (siehe Teyyam), wo sich ein Subrahmanyha-Tempel befindet, und in Taliparamba, wo sich der Shiva geweihte Rajarajeshwara-Tempel befindet. Hebich wurde dadurch schnell bekannt und sogar erwartet. Mit seiner jährlichen Teilnahme an bestimmten hinduistischen Festen machte er sich nicht nur Freunde; es kam zu gefährlichen Situationen. Obwohl er die meiste Erfahrung damit hatte und vielleicht auch besonders begabt dafür war, bekannte er, dass er sich mit „Furcht und Zittern“ dorthin begab. Er rechnete stets damit, getötet zu werden; dass dies nicht geschah, führte er auf die Gnade Gottes zurück.
1845 wurde die Mission auf Belma und Mulki ausgedehnt.
Auf 1846 datiert ein Bericht von einem hinduistischen Fest. Hebich ermahnte dort die Hindus streng, weil sie immer noch zu ihren Göttern beteten, obwohl sie seine Predigt gehört hatten. Er sagte dies während einer Choleraepidemie und kündigte im Zusammenhang damit das Gericht Gottes an. Er erzählte, dass ein Fleischer gestorben sei, weil er den Teufel angebetet hatte. Später berichtete er, welche Freude es ihm bereitete, einzelne Seelen aus der Finsternis in das Licht Christi geführt zu haben, wie er sich ausdrückte; eine Gegenüberstellung, die er oft benutzte. Teufelsanbetung, Verstockung und das drohende Gericht Gottes gehörten für ihn zusammen. 
1846 richtete die Mission eine Berufsschule in Mangalore ein, um Menschen im Weber-, Tischler- und Uhrmacherhandwerk oder Ähnlichem auszubilden. 
1847 beschwerte sich Hebich bei dem Collector (Steuereinnehmer), dass einige Hindus bei seinem öffentlichen Gebet in Tschirakal Vieh auf ihn gehetzt hätten. Die Tiere stürmten dann aber zu den Hindus zurück. Hebich kommentierte das Ereignis damit, dass er nichts dagegen hätte, wenn das Volk ihn wegen seiner Arbeit tötete. Allerdings wünsche er sich von dem Collector, dass die Personen, die bei seinen Veranstaltungen gegen ihn aufhetzen würden, zurechtgewiesen würden. Die Beschwerde führte zu weitreichender Unterstützung durch den Collector bei Hebichs wichtigsten Veranstaltungen.

#### Erweckungsbewegung
Ebenfalls 1847 führte Hebichs Tätigkeit in Cannanore zu einer christlichen Erweckungsbewegung:
So bekannte am 16. September 1847 der „hartherzigste Knabe“, wie ihn Hebich nannte, in Tschirakal seine Sünden. Aus Sicht des Missionars war dies der Beginn der Erweckung, die er als Ausgiessung des Heiligen Geistes betrachtete, was sich seiner Meinung nach bis zum 17. Oktober hinzog; es folgten aber auch danach noch Sündenbekenntnisse. Hebich teilte den Sinneswandel der aus Europäern und Indern bestehenden Gemeinde mit. 
Acht Tage nach diesem Bekenntnis des Jungen aß Hebich gerade, als der 15-jährige Daniel zu ihm ins Haus rannte und rief: „Wehe, wehe, wehe mir! Wo soll ein solcher Sünder, wie ich bin, hin?“ Dies wiederholte sich mehrmals, das Geschrei war im ganzen Haus zu hören, Hebich musste weinen. Der Jugendliche fuhr fort: „Wehe, wehe, wehe mir, ich habe den Herrn Jesus hinter mich geworfen! Ich habe Sein heiliges Wort verachtet! Ich habe Sein heiliges Blut unter meine Füße getreten! Ich habe Seinen Knecht verachtet, verhöhnt, verspottet, nachgeäfft! Wehe, wehe, wehe mir! Ich habe im Hause Gottes gestohlen, Unreinigkeiten getrieben, gelogen! Wo soll ein solcher Sünder hin?! Wo soll ein solcher Sünder wie ich bin, hin?! Wehe, wehe, wehe mir! Alle diese Sünden habe ich gegen Dich gesündiget, o Gott! Und ich kannte Dich nicht! Aber Du, o guter Gott hast mich zurückgehalten.“ Dies berichtete zumindest Hebich. Danach habe er den Jugendlichen dazu gebracht, sich ruhig zu ihm zu setzen. Dann bekannte der Junge seine Sünden im Einzelnen. Hebich tröstete ihn mit Bibelworten. Schließlich bekannte der Jugendliche sich zum Glauben an die Erlösung im Blut Christi. 
Noch ein anderer Junge bekannte in ruhigerer Weise seine Sünden. Beim darauffolgenden Gottesdienst berichtete Hebich ausführlich von den Bekenntnissen und rief die Anwesenden ebenfalls zur Buße auf. 
Am 11. November gab es erste Anzeichen einer Gegenbewegung.
Am 9. Dezember reiste Hebich nach Mangalore und bekannte seine Sünden vor den anderen Missionaren, die wenig begeistert reagierten. Mögling schrieb, ihm habe vor diesem Bekenntnis gegraut, welches er auch nicht für vollständig oder wahr hielte. Er glaubte auch nicht an die Erweckung, und meinte, man solle mit einem entsprechenden Bericht warten, bis sich die Bekehrungen als dauerhaft erwiesen hätten.
Um 1849 beantragte Hebich die Erlaubnis, als Reiseprediger zu arbeiten. Da dies zunächst abgelehnt wurde, blieb er im Dienst der Station Dharwar. 
1850 wollte Hebich wieder einmal auf dem hinduistischen Pilgerfest in Taliparamba predigen. Er wurde aber diesmal mit Steinwürfen daran gehindert, seinen Predigtplatz zu betreten. Ein spitzes Holzstück konnte er mit der Hand abwehren, ein Stein verfehlte ihn nur knapp. Mehrere hundert Personen folgten ihm und seinen Katechisten und bewarfen seine Gruppe mit Steinen. Zwei seiner Begleiter wurden schwer verletzt.
1851 wurde eine Druckmaschine mit Kannadaschrifttypen aus Basel an die Druckerei in Mangalore geliefert. Die Presse druckte christliche Literatur und Bücher, die sich mit Literatur, Wissenschaft und Kunst befassten, um verschiedene Interessen bedienen zu können.
Ebenfalls 1851 wurde Samuel Hebich Ernst Diez zur Seite gestellt. Da Diez anscheinend bereit war, sich ihm unterzuordnen, war Hebich mit der Zusammenarbeit einigermaßen zufrieden, während Diez Hebichs autoritäre Art in einem Nachruf auf Gundert beklagte.

#### Mission auf hinduistischen Festen
In das Jahr 1851 fiel auch Samuel Hebichs achte Reise nach Payawur und Taliparamba, wobei er von Schülern und Katechisten begleitet wurde. Vor der Abreise aus Cannanore feierte Hebich mit der Gemeinde noch einmal das Abendmahl, das die Missionare immer wieder als besondere Stärkung beschrieben. Über die Reise schickte Hebich einen ausführlichen Bericht an die Missionsleitung. Jacob Ramavarma, einer seiner Mitarbeiter, verfasste ein Tagebuch. Auch dieses sollte an die Missionsleitung gehen. 
In Payawur angekommen, wurden zwei Zelte aufgeschlagen. Den Morgen des Festes begannen die Missionare mit einer Andacht. Dann gingen sie zum Basar. Hebich und einige Katechisten stiegen auf einen Erdwall, die Übrigen nahmen darunter Aufstellung. Die Missionare nahmen die Kopfbedeckungen ab und falteten die Hände für ein stilles Gebet. Hebich begann die Predigt im Namen der Dreifaltigkeit. Dann wurde ein Lied gesungen. Es folgte ein lautes Gebet Hebichs und eine Predigt auf Kannada, die vom Katechisten Jakob vollständig in Malayalam übersetzt wurde. Dies war der übliche Tagesablauf, wie ihn Hebich beschrieb. Situationsabhängig sprachen als Nächstes ein oder zwei Katechisten. Danach schloss Hebich die Zeremonie ab; es folgte ein stilles Gebet und die Missionare verließen den Platz. Es zeigen sich deutliche Anklänge an die Liturgie eines Wortgottesdienstes. Das Ganze wurde an ein oder zwei weiteren Plätzen wiederholt, danach gingen die Missionare zu ihren Zelten, sangen, beteten und ruhten aus. Oft kamen dann Nichtchristen, um ihre Neugier zu befriedigen oder für Diskussionen. Vor dem Zelt und beim Fest wurden Bibelauszüge und Traktate verteilt. Wenn nur wenige dieser Schriften zerstört wurden, galt die Aktion als gelungen. Nach der Abendandacht schlief Hebich in seinem Zelt, gemeinsam mit den Katechisten und Schülern, während die Träger in der Küche schliefen. Durch die gottesdienstliche Struktur sollte deutlich werden, dass hier Gottes Wort verkündet wurde. Hebichs Vorgehensweise entsprach durchaus dem Klischee von einem europäischen Missionar.
Die Predigten bei hinduistischen Festen betrachtete Hebich als seine größte Arbeit. Er meinte, dass er dabei vom Teufel versucht wurde. Hebich war von der Existenz und Macht des Teufels überzeugt, was er bei Predigten und in Berichten nicht verschwieg. So war es seiner Ansicht nach der Teufel, der Menschen von der Bekehrung abhielt. Seine Erfahrungen in Indien wertete er als Erfahrungen mit dem Teufel, wodurch sein Glaube an dessen Existenz noch verstärkt wurde. Hebich dachte stark dualistisch: Was geschah, war entweder von Gott oder vom Teufel verursacht. 
Allein für den 15. März beschrieb er in Anlehnung an Mt 4,1-11  drei angebliche Versuchungen durch den Teufel, bei denen dieser sogar zu ihm gesprochen und ihn aufgefordert habe, zu Hause zu bleiben. Er bekämpfte den Teufel dann, wie er schrieb, im Gebet, still, wenn er allein war, und immer lauter, wenn Inder dabei waren, die Unruhe stifteten. Der Bericht zeigt, dass er sich in der Nachfolge Christi sah, und wie er seine Zweifel in Stärke verwandelte. So gewann er wohl den Mut, in einer gegnerischen Umgebung zu predigen.
An diesem 15. März wurde er zunächst verbal angegriffen. Daraus entstand dann eine Prügelei zwischen einem Inder, der einer hohen Kaste angehörte und einem Peon, also einem indischen Polizisten. Die Prügelei weitete sich immer mehr aus. Schließlich griff Gnanamuttu, einer der wichtigsten Katechisten der Basler Mission, ein. Es kamen noch mehr Polizisten und ein Thasildar, ein Kolonialbeamter. Der Inder, der den Streit angefangen hatte, wurde überwältigt und abgeführt. Es gab aber noch wesentlich heftigere Übergriffe auf Hebich; er und seine Katechisten wurden des Öfteren mit Steinen beworfen; selbst Elefanten wurden auf sie gehetzt.

#### Ende der Missionstätigkeit in Indien
Vom 14. bis zum 21. Mai 1853 reiste Samuel Hebich zum vierten Mal nach Palghat.
1854 wurde eine Missionsstation in Udupi eingerichtet. Im selben Jahr wurde das Uhrmacherhandwerk von der Berufsschule der Mission aufgegeben, da dies nicht den Bedürfnissen und Voraussetzungen der einheimischen Bevölkerung entsprach.
1855 wurde Hebich erneut gewaltsam an einer Predigt auf dem Fest in Taliparamba gehindert. Seine Gruppe wurde in die Zange genommen und mit schweren Stöcken geschlagen. Als Hebich sich mit seinen Begleitern in sein Reisehaus flüchtete, wurde einer seiner Katechisten zu Boden geworfen, einige Personen, die diesem zu Hilfe kommen wollten, wurden ebenfalls geschlagen und misshandelt. Die Menge brach in das Reisehaus ein und zertrümmerte die Einrichtung. Hebich gelang es mit Mühe, ins Amtshaus zu fliehen.
1856 berichtete Samuel Hebich, dass Gegner das Gerücht verbreitet hätten, die Obrigkeit habe ihm nach diesen Ereignissen die Teilnahme an den Festen in Payawur und Taliparamba verboten. 
Hebich war von nur geringer Empathie, was ihm die Zusammenarbeit mit anderen erschwerte. Trotzdem strebte er danach, sich mit anderen Missionaren auszutauschen und die Gemeinschaft mit ihnen zu pflegen. Kollegen berichteten, er habe sich in ungewöhnlich starkem Maße um Notleidende gekümmert, und sei oft unverzüglich zu ihnen gereist. 1856 wurde bekannt, dass Greiner ein langjähriges uneheliches Verhältnis mit der Inderin Mina gehabt hatte. Hebich identifizierte sich in dieser Situation sehr stark mit Greiner und war der Meinung, dass es ihm wohl ebenso ginge, wenn die Gnade Gottes ihn nicht halten würde. Samuel Hebich war sich also seiner eigenen Sündhaftigkeit stets bewusst; Umkehr und Heiligung waren für ihn zentrale Begriffe, die er in seinem Leben zu verwirklichen versuchte.
Auch während der Revolution von 1857 blieb Hebich in Indien. 
1858 predigte Hebich zum letzten Mal bei dem Fest in Taliparamba.
Ab 1858/59 waren die Missionare nicht mehr für die Finanzverwaltung der Mission zuständig.
1859 sollte eine weitere Predigt auf dem Fest in Taliparamba folgen, der Oberbeamte verbot Hebich aber einen Besuch des Fests, da die versammelte Menge sich angeblich in gereizter Stimmung befand, was von den Katechisten der örtlichen Missionsaußenstation aber nicht bestätigt werden konnte. Einige Personen dort fragten sogar nach dem „Padre“. Hebich folgte aber der Anordnung und blieb dem Fest diesmal fern. 
Eine Fiebererkrankung zwang ihn zu einer Erholungsreise, die ihn in die Blauen Berge mit ihrem kühleren Klima führte. Auch dort setzte er seine Arbeit mit täglichen Predigten fort. Ein Arzt stellte fest, dass er Schlaganfall-gefährdet war und riet ihm zur Rückkehr nach Europa, da er nur dort ausreichend genesen könne. Ferner litt er an einer Erkrankung der Leber. Einladungen nach Mumbai und in andere Gegenden Indiens konnte er nicht mehr nachkommen. So reiste er am 28. September 1859 über Bangalore und Madras in Richtung Sues ab.

### Missionstätigkeit in Europa und Tod

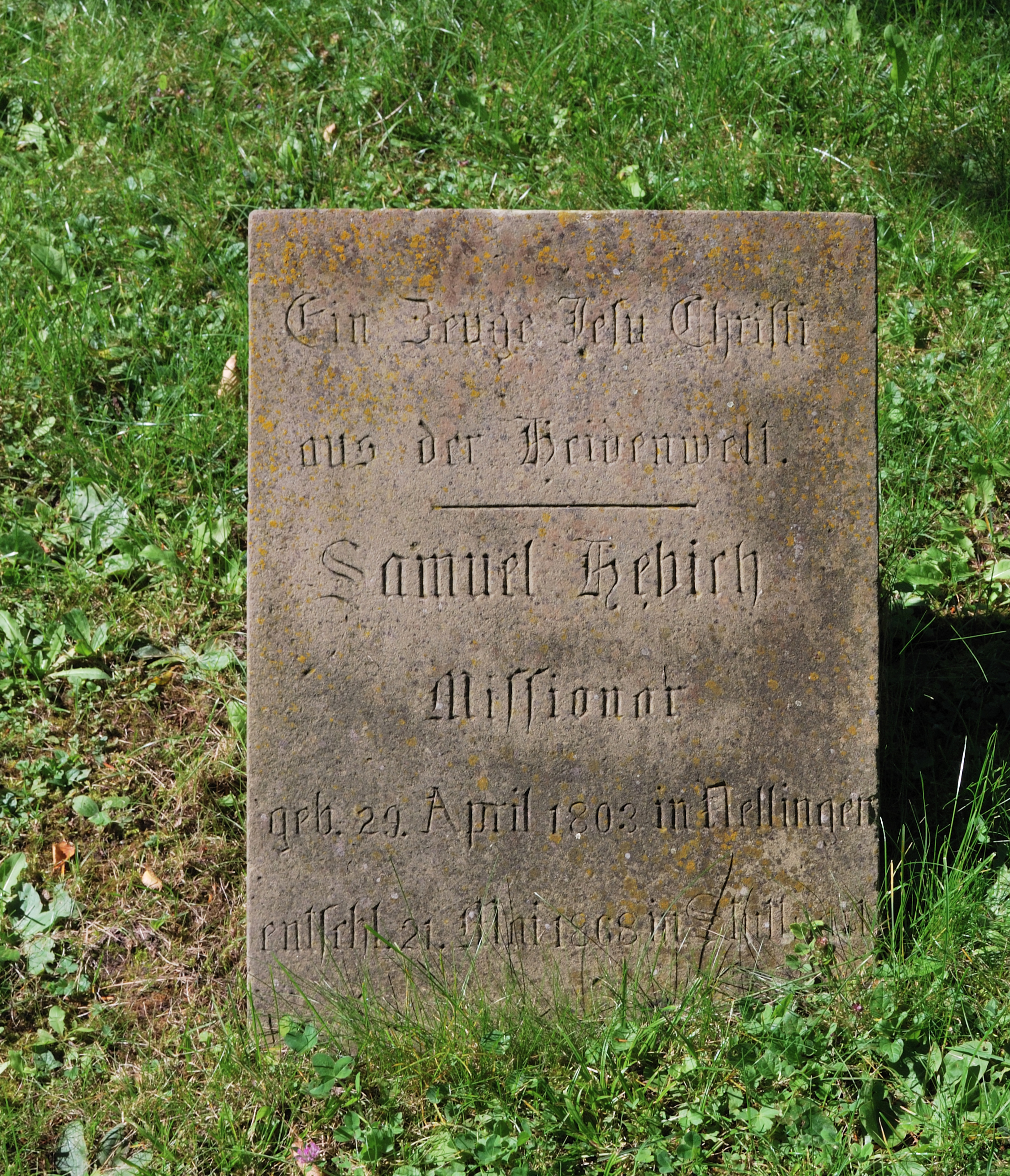
Grabstein Samuel Hebichs

Am 28. Oktober 1859 erreichte Samuel Hebich Marseille und beschloss, einige Zeit dort zu bleiben, um eine Erkältung auszukurieren. Auch hier trat er noch als Missionar auf. 
Am 27. Dezember erreichte er das Basler Missionshaus und wirkte nun in der Schweiz missionarisch. Durch den Klimawechsel verbesserte sich sein Gesundheitszustand deutlich. Diverse Blätter äußerten sich kritisch über den unbequemen Missionar. 
Am 24. Januar 1860 störten Betrunkene einen von Hebich geleiteten Gottesdienst.
Am 6. Februar diskutierte der große Rat über Hebichs Auftreten in Basler Kirchen. Nur eine knappe Mehrheit von 44 gegenüber 42 Stimmen votierte dabei für Hebich. 
Später kehrte Hebich nach Württemberg zurück. Auch dort betätigte er sich als Missionar und predigte gegen eine, wie er meinte, „lau“ gewordene Christenheit. Seine Worte wurden als schlagfertig und mit grimmigem Humor gewürzt empfunden. Seine Predigttätigkeit erstreckte sich auch auf andere Teile Deutschlands wie Norddeutschland.
1861 hielt er einen Missionsvortrag in Stuttgart, den er mit einem Gebet abschloss. 
Außerdem reiste er zur Weltausstellung London 1862. Bei vielen seiner Zuhörer erreichte er die von ihm gewünschte Erweckung. Als seinen Wohnsitz wählte er Stuttgart.
Die Arbeit, die er in Indien begonnen hatte, wurde gleichzeitig von anderen fortgeführt. So wurde 1865 eine Missionsstation in Santhoor eingerichtet. Die Basler Missionare erfuhren maßgebliche Unterstützung durch britische Offizielle und Plantagenbesitzer, auch nachdem der indische Subkontinent offiziell dem Britischen Empire einverleibt worden war.
1868 predigte Hebich noch in 51 badischen Kirchen. Im Mai dieses Jahres wollte er nach Basel reisen, ab dem 6. Mai war er aber bettlägerig. 
Noch auf dem Sterbebett soll er in seiner Phantasie den Indern gepredigt haben, seine letzten Worte sollen gewesen sein: „Nicht wahr? Malabar?“ und, mit ausgebreiteten Armen, wohl an Christus gerichtet: „Komm! Komm!“. Er starb nachts um 2 Uhr. Sein Todestag, der 21. Mai 1868, fiel in jenem Jahr auf Christi Himmelfahrt.
Hebichs Leichenzug nach Korntal war ein Massenereignis.

## Zitate
„Warum haben wir so wenig Bußprediger? Sie sind nicht in der Wüste aufgewachsen. Sie fürchten sich, sie wollen niemand beleidigen. Wer Buße predigen will, der muss unabhängig von Menschen dastehen; den muss Gott berufen und erzogen haben.“

„Seht, es ist eine große, herrliche Sache, im Namen des Herrn arbeiten zu dürfen. Doch kommt der Tod gar bald, der der ganzen Arbeit ein Ende macht. Darum sollen jetzt Seelen gewonnen werden. Jetzt, wer will, soll seine Zeit recht anwenden, jetzt soll jeder dem Herrn dienen mit den Gaben, die der Herr gegeben hat. Ich habe draußen und hier für Gottes Namen gepredigt, und wenn ich das nicht tun würde, so wüsste ich nicht, wie ich leben sollte.“

„Nehmt euch doch in acht, dass ihr nicht so viel Zeit verplempert mit allerlei unnützer Druckerei lesen und Geschwätz; die Zeit ist teuer, wir müssen sie auskaufen.“

„Ein rechter Bibelleser hat keine Zeit, Unnützes zu lesen – ein paar wichtige Sachen aus dem Reich Gottes und der Mission, wenn du noch etwas Zeit hast; aber das Wichtigste ist, das Buch zu lesen.“

„Wir müssen in Gottes Wort hineingehen und zwar graben darin und suchen und forschen. Wer da nicht hineingeht, der bleibt stecken; man verliert sich und weiß nicht mehr, wo man steht.“

„Sie wissen alles, aber sie haben nichts.“

## Bewertungen

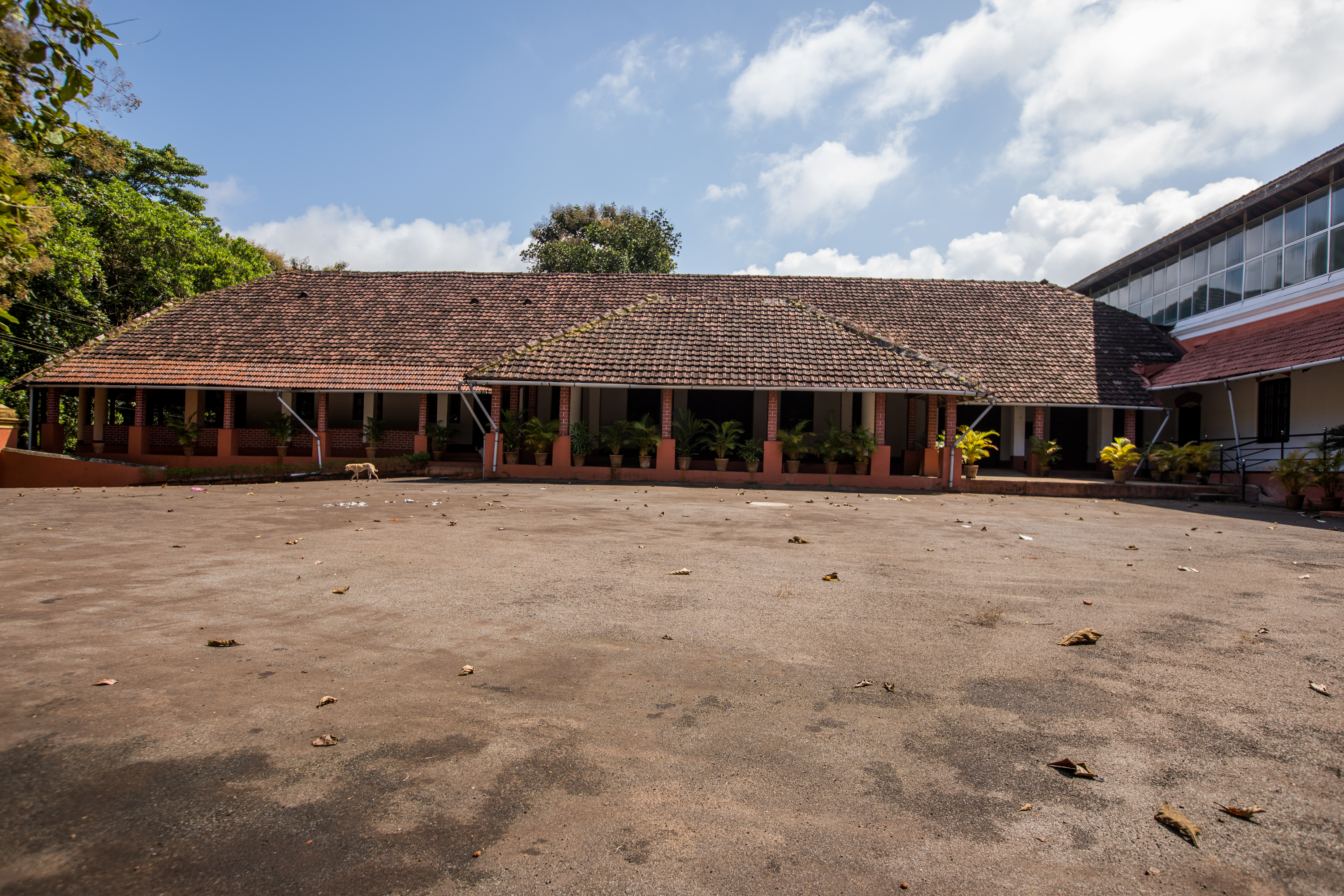
Das Hebich Industrial Training Institute

Hebichs Predigt und Evangelisation gegen den von ihm als „Heidentum“ angesehenen Hinduismus rief erhebliche Kritik in Indien und Europa hervor, insbesondere von Ernst Friedrich Langhans, einem Schweizer Theologen. Hebichs negative Haltung dem nichtchristlichen Indien gegenüber war auch für die damalige Zeit ungewöhnlich ausgeprägt. 
Auf der anderen Seite wird seine 25-jährige Missionsarbeit als solides Fundament der indischen Kirche angesehen. Auch vertrat er von den Basler Missionaren am stärksten die Überzeugung von der Einheit der Christenheit ohne Rassenschranken. Nur der Glaube unterscheide die Menschen voneinander, weshalb ihm die Treue einmal zum Christentum Bekehrter zu ihrem neuen Glauben besonders wichtig war.
Judith Becker (siehe unter „Quellen“) wertet Samuel Hebich als auffälligsten Indienmissionar der Basler Mission. Er habe einen niedrigeren Bildungsstand als andere Missionare gehabt; auch sein Interesse an Bildung sei gering gewesen. Dafür galt er als charismatisch. Beginnend mit der Ausreise nach Indien habe er einen langen Bart getragen, was der gängigen Mode widersprach. Dies habe ihm den Spitznamen „Bartherr“ eingetragen. Auch sein altmodischer Kleidungsstil sei auffallend gewesen. Seine Sprache sei nicht gepflegt, sondern sehr direkt gewesen. Er habe mit schwäbischem Akzent gesprochen. Seine Art zu predigen, zu lehren und zu ermahnen habe bei den einen Respekt, bei den anderen Spott ausgelöst. Er sei zur Hauptfigur zahlreicher Anekdoten und Legenden geworden. Hebich habe sich allen Menschen gegenüber gleich verhalten, ohne Standesunterschiede zu machen. Er habe Leute sowohl auf der Straße als auch in ihrem eigenen Haus angesprochen, um sie zum Glauben zu ermahnen. Dabei sei er genauso offen und ohne jede Zurückhaltung auf Fürsten wie auf einfache Arbeiter, Bettler und indische Sklaven zugegangen, sowohl in Europa wie in Indien.

## Werke
Einige von Samuel Hebichs Vorträgen und Predigten wurden veröffentlicht, zum Beispiel:
- 14 Vorträge gehalten zu Stuttgart 1861 von Samuel Hebich
- Fünfzehn Vorträge, C. Bunz (Johs. Josenhaus), W. Stroh im Bibelhaus, Stuttgart 1861 und im Missionshaus, Basel 1861, abrufbar unter
- Zwanzig Vorträge über die Offenbarung nach St. Johannes, Joh. Friedr. Schasch, Schaffhausen 1864, abrufbar unter
- Sechzehn Predigten aus dem ersten Thessalonicherbrief: Gehalten im Saal der evang. Gesellschaft zu Stuttgart. Nebst fünfzehn Privatvortrag̈en aus dem Evangelium Johannis, Selbstverlag 1868, abrufbar unter
- 39 Predigten aus dem Römerbriefe und der Passionsgeschichte, 1870
- Predigten auf Weihnachten, die Passions- und Osterzeit aus den Jahren 1867 und 1868, Missions-Comptoir, Basel 1872, abrufbar unter
- 60 Predigten: Das Geheimniß vom Wesen und Willen des dreieinigen Gottes und unserer ewigen Erwählung, 2 Teile, 1876

## Gedenktag
20. Mai im Evangelischen Namenkalender.
Der Gedenktag wurde vor der Einführung des offiziellen Namenkalenders bereits geführt in:
- Jörg Erb: Die Wolke der Zeugen, Kassel 1951/1963, Bd. 4, S. 508–520.
- F. Hauß: Väter der Christenheit, Wuppertal 1956/1959

Mit einem anderen Gedenktag wurde an Hebich erinnert in:
- A. Ringwald: Menschen vor Gott, Stuttgart 1957/1968[15]